# Pacritinib
Pacritinib ist ein Arzneistoff aus der Gruppe der Januskinase-Inhibitoren (JAK-Hemmer). Im Februar 2022 wurde er in den USA unter dem Namen Vonjo (Hersteller: CTI BioPharma) zugelassen zur oralen Behandlung der fortgeschrittenen Myelofibrose, einer seltenen bösartigen Erkrankung des blutbildenden Knochenmarks.

## Eigenschaften
Pacritinib ist eine niedermolekulare, makrocyclische Substanz und hemmt mit hoher Spezifität die JAK2 (Wildtyp-Janus-assoziierte Kinase-2), die mutierte JAK2-V617F und die FLT3 (Fms-like Tyrosinkinase-3). Diese Enzyme sind an der Signalübertragung einer Reihe von Zytokinen und Wachstumsfaktoren beteiligt, welche für die Blutbildung (Hämatopoese) und die Immunfunktion wichtig sind. Durch die Hemmung wird der Signalwege unterbrochen.
Pacritinib hemmt auch weitere zelluläre Kinasen, deren klinische Relevanz unbekannt ist Die JAK1 wird nicht gehemmt.
Der Wirkstoff wird pharmazeutisch als Salz der Citronensäure, Pacritinibcitrat, eingesetzt.
Die Substanz ist oral (zum Einnehmen) anwendbar.

## Medizinische Verwendung
Das zugelassene Anwendungsgebiet umfasst die Behandlung von Erwachsenen mit primärer (Mittel- oder Hochrisiko) oder sekundärer (nach Polycythaemia vera oder essentieller Thrombozythämie [ET]) Myelofibrose bei bestehender schwerer Thrombozytopenie (Thrombozytenzahl unter 50.000/µL).
Die Myelofibrose ist eine selten auftretende bösartige Erkrankung (jährliche Inzidenz: 0,3/100.000) und gekennzeichnet durch einen hochgradigen bindegewebigen Umbau (Fibrose) mit Verödung des blutbildenden Knochenmarks. Dadurch kommt es zur Blutbildung außerhalb des Knochenmarks (extramedullär) in Milz und Leber mit Ausschwemmung von Vorstufen der Blutzellen ins Blut und zu einez Vergrößerung der Milz (Splenomegalie).

### Klinische Prüfung
Die Zulassung für Pacritinib wurde in einem beschleunigten Verfahren erteilt und basiert auf den Ergebnissen der Phase-3-Studie PERSIST-2 an Patienten mit Splenomegalie und Myelofibrose bei erniedrigter Thrombozytenzahl. Die Patienten erhielten zweimal täglich 200 mg Pacritinib oder eine Standardtherapie (u. a. Ruxolitinib). Eine vorangegangene Therapie mit JAK2-Inhibitoren war zulässig. Die Wirksamkeit wurde beurteilt anhand des Anteils der Patienten, die eine Verringerung des Milzvolumens um mindestens 35 % vom Ausgangswert bis zur Woche 24 erreichten (gemessen mittels Magnetresonanztomographie oder Computertomographie). In der Kohorte von Patienten mit initialen Thrombozytenzahlen unter 50.000/µL hatten 29 % der Patienten in der Pacritinib-Gruppe eine Verringerung des Milzvolumens um mindestens 35 % im Vergleich zu 3 % der Patienten in der Standardtherapie-Gruppe. Nicht in das zugelassene Behandlungsschema eingeflossen sind Daten aus einer dritten Gruppe, in der die Patienten einmal täglich 400 mg Pacritinib erhalten hatten.
Im Rahmen der beschleunigten Zulassung ist eine weitere Studie zur Bestätigung des klinischen Nutzens verpflichtend.

### Unerwünschte Wirkungen
Die häufigsten Nebenwirkungen (die bei mindestens 20 % der Patienten unter 2-mal täglich 200 mg auftraten) waren Durchfall, Thrombozytopenie, Übelkeit, Anämie und periphere Ödeme, die häufigsten schwerwiegenden Nebenwirkungen (bei mindestens 2 % der Patienten unter 2-mal täglich 200 mg) waren Anämie, Thrombozytopenie, Lungenentzündung, Herzinsuffizienz, Krankheitsprogression, Fieber und Plattenepithelkarzinom der Haut.

## Sonstiges
Pacritinib hat zur Behandlung der post-ET-Myelofibrose, der primären Myelofibrose und der post-Polycythaemia-vera-Myelofibrose in den USA und in der EU den Status eines Orphan-Arzneimittels.
Einen 2017 in der EU gestellten Zulassungsantrag (geplanter Handelsname: Epjevy) zog CTI Biopharm 2019 zurück.